# Скоромец, Александр Анисимович
Александр Анисимович Скоромец (род. 28 марта 1937 года, Анастасьевка ныне Сумской области) — советский и российский невролог, доктор медицинских наук, академик Российской академии наук, заслуженный деятель науки РФ. Основные работы — в сфере сосудистых заболеваний нервной системы (головного и спинного мозга). Заведующий кафедрой неврологии и нейрохирургии Первого Санкт-Петербургского государственного медицинского университета имени академика И. П. Павлова.

## Биография
Родился 28 марта 1937 года в крестьянской семье на Украине в селе Анастасьевка Роменского района (ныне Сумской области).
В 1951 году окончил Артополотскую семилетнюю школу в Анастасьевке и поступил в Сумскую фельдшерско-акушерскую школу, которую окончил с отличием в 1954 году. В 1954 году без вступительных экзаменов был зачислен на лечебный факультет 1-го Ленинградского медицинского института имени академика И. П. Павлова.
В 1960 году был принят в клиническую ординатуру на кафедру нервных болезней этого же института. К этому периоду относится первая научная работа — продемонстрировал пациента с невралгической амиотрофией плечевого пояса на научном заседании общества неврологов Ленинграда и опубликовал статью «Невралгическая амиотрофия плечевого пояса (синдром Персонейдж — Тернера)». После завершения клинической ординатуры в 1962 году, направлен на работу в Сибирь врачом-неврологом в медико-санитарную часть № 42 в Красноярске-45 в системе Третьего главного управления при Министерстве здравоохранения СССР.
В 1964 году поступил в очную аспирантуру на кафедру нервных болезней с курсом медицинской генетики в 1-м ЛМИ имени академика И. П. Павлова, где в 1967 году защитил кандидатскую диссертацию по теме «Клиника ишемических состояний в пояснично-крестцовых сегментах спинного мозга». В 1973 году успешно защитил докторскую диссертацию по теме «Ишемический спинальный инсульт (клиническое и экспериментальное исследование)».
В 1975 году был избран заведующим и организовал кафедру неврологии и нейрохирургии в 1-м ЛМИ имени академика И. П. Павлова. В том же году был назначен главным неврологом Ленинграда. В Санкт-Петербурге с его участием были организованы первые нейрососудистые центры для лечения пациентов с острыми мозговыми инсультами. С 2002 года, для неврологов Санкт-Петербурга и Северо-Западного федерального округа РФ организовал работу «Школы выходного дня». В 2014 году, в городе Судаке, организовал аналогичную «Школу выходного дня» для неврологов Республики Крым и Южного федерального округа РФ. В 2016 году начала работу Сибирская школа неврологов в городе Омск.
В 2017 году к празднованию 80-летнего юбилея со дня рождения выпустил 10-е издание учебника для студентов «Нервные болезни» под редакцией профессоров А. В. Амелина и Е. Р. Баранцевича (М.: МЕДпресс информ, 2017) и 10-е издание руководства для врачей «Топическая диагностика заболеваний нервной системы» также под редакцией профессоров А. В. Амелина и Е. Р. Баранцевича (СПб.: Политехника, 2017).
Указом Президента РФ за № 215 от 18 мая 2017 года награждён медалью ордена «За заслуги перед Отечеством» II степени.

## Научная деятельность
Скоромцом и его учениками создана новая глава клинической неврологии — сосудистые заболевания спинного мозга: раскрыты особенности кровоснабжения спинного мозга, впервые показал наличие и клиническую значимость магистрального и рассыпного вариантов строения снабжающих спинной мозг радикуло-медуллярных артерий, систематизировал патогенетические факторы, которые приводят к ишемии спинного мозга и к геморрагическим спинальным инсультам (1 — врожденные и приобретенные поражения собственно снабжающих спинной мозг сосудов; 2 — компрессионные факторы воздействующие на нормальные сосуды спинного мозга, включая сдавление аорты беременной маткой, радикуло-медуллярных артерий грыжей межпозвонкового диска; 3 — ятрогенные факторы, включая аорто-ангиографию, оперативные вмешательства на позвоночнике и спинном мозге с пересечением его корешков, перидуральные анестезии, мануальные манипуляции на позвоночнике и др.).
На экспериментальной модели миелоишемии изучал эффективность многих вазоактивных лекарств с последующим внедрением их в лечебную практику. Впервые зарегистрировал двухфазное действие миогенного вазоактивного препарата эуфиллина и одновременную противоположность этих фаз в сегментах шейного и поясничного утолщений спинного мозга.
Разработал клинические тесты — «Симптом артериального толчка» для диагностики артерио-венозных аневризм в позвоночном канале, и «Симптом венозного толчка» при дискогенно-венозной радикуломиелоишемии.
Предложил принцип классификации клинических синдромов при ишемическом поражении спинного мозга исходя из локализации ишемии по поперечнику и длиннику спинного мозга. Это позволяет определить при обычном клиническом исследовании неврологического статуса и предположить ангиотопический диагноз (тромбоз передней спинальной артерии, сулько-комиссуральной артерии, задней спинальной артерии, большой передней радикуло-медуллярной артерии Адамкевича и т. п..
За серию публикаций по этой проблеме стал лауреатом Государственной премии Республики Молдова (1998 году).
Первым применил метод гемосорбции для лечения больных при обострении рассеянного склероза. В 2010 году впервые организовал Санкт-Петербургский Городской Центр Рассеянного Склероза и демиелинизирующих заболеваний нервной системы с регистром таких пациентов, является научным руководителем этого Центра.
Является одним из разработчиков мягких методик мануальной терапии при спондилогенной патологии нервно-мышечной системы.
Научно обосновал и впервые внедрил в России с участием профессора Полины Монро (Лондон, Великобритания) принцип мультидисциплинарной бригады при лечении больных в остром периоде мозгового инсульта и на всех этапах постинсультной нейрореабилитации как в стационаре, так и в амбулаторно-поликлинических условиях.
Совместно со Светланой Дамбиновой участвует в разработке и внедрении в повседневную клиническую практику методики оценки степени ишемии головного и спинного мозга по биомаркерам ишемии нервной системы.
Создал отечественную школу неврологов.
Подготовил 32 доктора медицинских наук и более 80 кандидатов медицинских наук.

## Публичная деятельность
- Более 40 лет является главным неврологом Ленинграда — Санкт-Петербурга,
- Директор Научно-исследовательского института неврологии Первого Санкт-Петербургского государственного университета имени академика И. П. Павлова
- Первый заместитель председателя Всероссийского научного общества неврологов
- Пожизненный почётный президент Всероссийской ассоциации мануальной медицины
- Член редакционного совета нескольких журналов: «Медицинский академический журнал», «Журнал неврологии и психиатрии им. С. С. Корсакова», «Неврологический вестник имени В. М. Бехтерева», «Мануальная медицина», «Неврологический журнал», «Stroke» (русскоязычное издание) и других.

## Награды
Заслуженный деятель науки РФ, заслуженный работник высшей школы РФ, «Отличник здравоохранения», ветеран труда РФ, почётный доктор ряда медицинских вузов России, Украины, член Королевского медицинского общества Великобритании.
Награждён медалями:
- Высшая школа СССР «За отличные успехи в работе»;
- Александра Невского 1220—1725 — 2000 «За труды ради Отечества»;
- Академик И. И. Артоболевский «За заслуги в просветительской деятельности России»;
- имени Смагула Кайшибаева — «За особые заслуги в области неврологии Республики Казахстан»;
- Академика А. А. Лихачева — 1899;
- орденом Российской Федерации «Михайло Ломоносов»;
- орденом «Слава Нации 2-й степени» (Добрые люди мира);
- орденом «Во имя жизни на Земле»;
- орденом «Человек Года» (Man of the Year — Honoring Community Service and Professional Achievement, 1997) и др.

## Публикации
- Богородинский Д. К., Скоромец А. А. Инфаркты спинного мозга. — Л.: Медицина. — ISBN 200002390853
- Скоромец А. А., Скоромец А. П., Скоромец Т. А. Топическая диагностика заболеваний нервной системы. — СПб.: Политехника. — ISBN 978-5-7325-1044-7 (10 переизданий)
- Скоромец А. А., Скоромец А. П., Скоромец Т. А., Тиссен Т. П. Спинальная ангионеврология. Руководство для врачей. — СПб.: МЕДпресс-информ, 2003. — 608 с. — ISBN 5-901712-90-0
- Скоромец А. А., Скоромец А. П., Скоромец Т. А. Нервные болезни: учебное пособие. — М.: МЕДпресс-информ, 2016. — 560 с. — ISBN 978-5-00030-398-6 (10 переизданий)
- Скоромец А. А. Соматоневрология. — СПб.: СпецЛит, 2009. — 655 с. — ISBN 978-5-299-00379-6
- Дамбинова С. А., Скоромец А. А., Скоромец А. П. Биомаркеры церебральной ишемии: разработка, исследование и практика. — СПб.: ООО «ИПК КОСТА», 2013. — 336 с.
- Скоромец А. А., Скоромец А. П., Скоромец Т. А. Атлас клинической неврологии. — М.: МИА, 2014 (2 переиздания)
- Скоромец А. А., Скоромец А. П., Скоромец Т. А. Неврологический статус и его интерпретация. — М.: МЕДпресс-информ, 2013. — ISBN 978-5-98322-918-1. (5 переизданий)
- Богородинский Д. К., Скоромец А. А. Руководство к практическим занятиям по нервным болезням. — М.: Медицина, 1977. — 328 с. (переведена на испанский язык в 1979 году)
- Богородинский Д. К., Скоромец А. А. Краниовертебральная патология. — М.: ГЭОТАР-Медиа, 2008. — 288 с. — ISBN 978-5-9704-0821-6
- Скоромец А. А., Одинак М. М., Незнанов Н. Г., Акименко М. А. Профессор В. М. Бехтерев и наше время (155 лет со дня рождения). — СПб.: Политехника, 2012. — 460 с. — ISBN 978-5-7325-1020-1
- Скоромец А. А. Профессор М. П. Никитин и наше время. — СПб.: Политехника, 2009. — ISBN 978-5-7325-0939-7
- Скоромец А. А., Казаков В. М., Профессор Е. Л. Вендерович и наше время: 130 лет со дня рождения. — СПб.: Политехника, 2011. — ISBN 978-5-7325-1005-8
- Скоромец А. А., Казаков В. М., Амелин А. В., Баранцевич Е. Р. Профессор Д. К. Богородинский и наше время (115 лет со дня рождения). — СПб.: Политехника, 2013. — 565 с. — ISBN 978-5-7325-1026-3
- Скоромец А. А. Профессор А. И. Шварев и наше время (95 лет со дня рождения). Профессор А. А. Скоромец и его кафедра (77 лет со дня рождения) (двухсторонняя). — СПб.: Политехника, 2014. — ISBN 978-5-7325-1042-3
- Скоромец А. А. Ступеньки к вершинам, или Неврологические сомнения: Иллюстрированные штрихи биографии. — СПб.: Политехника, 2007. — 368 с. — ISBN 978-5-7325-0711-9